# Всесвітній день слуху

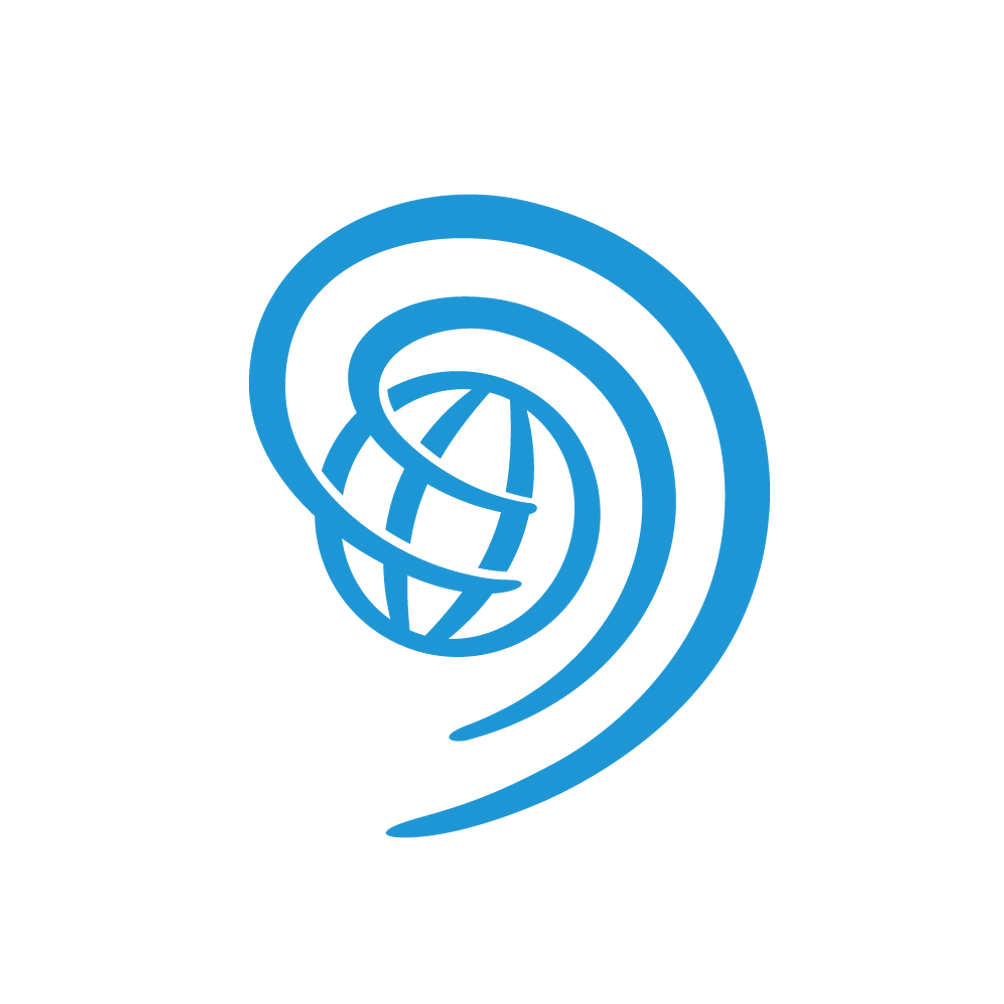
Логотип Всесвітнього дня слуху

Всесвітній день слуху — це кампанія, яку щороку проводить Управління з профілактики сліпоти та глухоти Всесвітньої організації охорони здоров'я (ВООЗ). Заходи проводяться по всьому світу, а 3 березня у Всесвітній організації охорони здоров'я проводиться захід. Завданням кампанії є обмін інформацією та просування заходів щодо запобігання втрати слуху та вдосконалення слухової допомоги. Перший захід був проведений у 2007 році. До 2016 року він був відомий як Міжнародний день догляду за вухами. Щороку ВООЗ обирає тему, розробляє навчальні матеріали та робить їх у вільному доступі кількома мовами. Вона також координує та повідомляє про події по всьому світу.

## 2021 рік
Тема кампанії на 2021 рік — Слух для всіх. Випуск Всесвітньої доповіді про слух запланований на 3 березня 2021 року. Це загальний заклик до дій для вирішення проблем втрати слуху та захворювань вух протягом усього життя. [Архівовано 3 березня 2021 у Wayback Machine.]

## 2020 рік

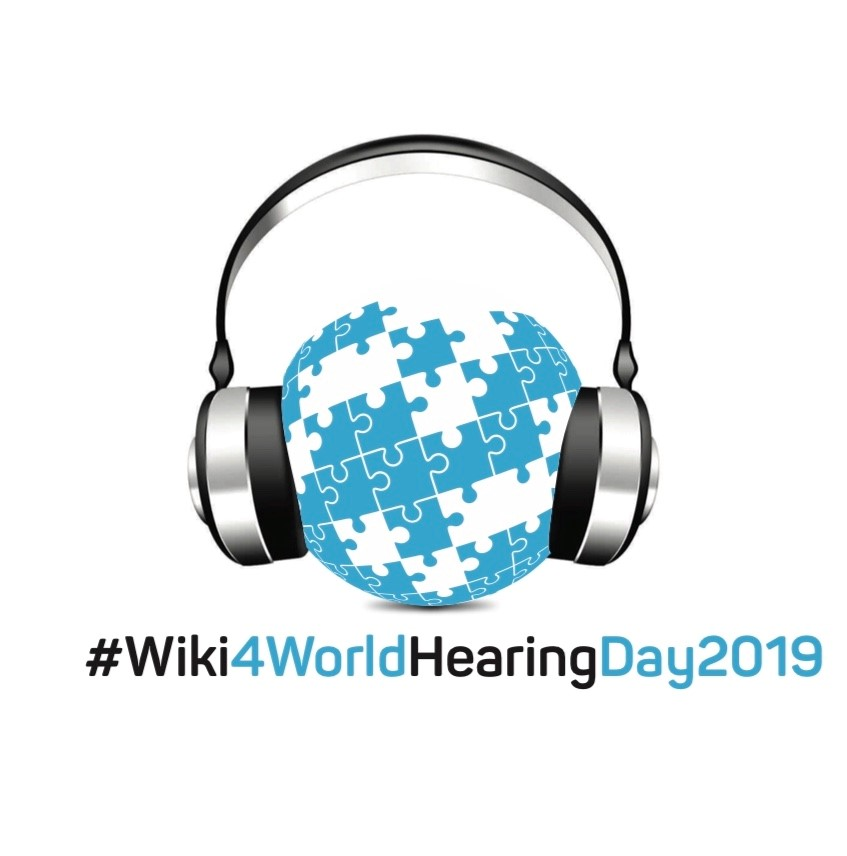
Логотип для Wiki4WorldHearingDay2019

Тема кампанії на 2020 рік — «Слух для життя. Не дозволяйте втраті слуху обмежувати вас». Вибір теми Всесвітньою організацією охорони здоров'я висловлює ключове повідомлення про те, що своєчасне та ефективне втручання може забезпечити можливість людям із вадами слуху реалізувати весь свій потенціал. Вона визнає, що на всіх життєвих етапах спілкування та хороший стан слуху пов'язують нас між собою, нашими громадами та світом. Вона підкреслює, що відповідні та своєчасні втручання можуть полегшити доступ до освіти, працевлаштування та спілкування. На жаль, в усьому світі вушної та слухової допомоги недостатньо, і ВООЗ стверджує, що всі системи охорони здоров'я повинні включати засоби слухової та слухової допомоги. Одним із продуктів, який вийшов у рамках кампанії 2020 року, був звіт ВООЗ щодо базового вушного та слухового апарату. [Архівовано 3 березня 2021 у Wayback Machine.]

## Попередні роки
2019: Темою кампанії на 2019 рік була «Перевір свій слух», оскільки дані як із розвинутих країн, так і з країн, що розвиваються, свідчать про те, що значна частина тягаря, пов'язаного з втратою слуху, походить від неадресованих труднощів зі слухом.
Дослідження, проведене у Великій Британії, показує, що лише 20 % тих, хто має проблеми зі слухом, звертаються за лікуванням. Дослідження, проведене в Південній Африці, повідомило, що особи, які мають проблеми зі слухом, чекають від 5 до 16 років на пошук діагнозу та лікування. Було зареєстровано двісті дев'яносто одну подію/захід із 81 країни, які будуть описані в їхньому щорічному звіті. На святкування 25 лютого 2019 р. ВООЗ запустила hearWHO, безкоштовну програму для мобільних пристроїв, яка дозволяє людям регулярно перевіряти слух та втручатися достроково у разі втрати слуху. Додаток орієнтований на тих, хто ризикує втратити слух або хто вже відчуває деякі симптоми, пов'язані з втратою слуху.
Wiki4WorldHearingDay2019, редагування, було частиною кампанії у 2019 році, щоб полегшити внесок вмісту, пов'язаного зі слухом, до Вікіпедії кількома мовами. Про діяльність повідомлялося на інформаційній панелі Вікімедіа та узагальнювались кілька публікацій. Крім того, відбулася зустріч із презентаціями дослідників із HEAR у Цинциннаті, із Національного інституту охорони праці та здоров'я, Національного центру з вроджених вад та інвалідності розвитку та Національного центру охорони навколишнього середовища, Центрів контролю за захворюваннями та профілактика, резидентом Вікіпедії від Національного інституту безпеки та гігієни праці та консультантом Вікіпедії з Кокрани.
2018: Темою Всесвітнього дня слуху у 2018 році було «Почуй майбутнє», щоб висвітлити оцінки збільшення кількості людей із вадами слуху у всьому світі протягом найближчих десятиліть.
2017: Темою Всесвітнього дня слуху у 2017 році була «Акція щодо втрати слуху: зробіть обґрунтовану інвестицію», яка зосередилася на економічному впливі втрати слуху.
2016: Темою Всесвітнього дня слуху у 2016 році було «Втрата слуху у дітей: дійте зараз, ось як!» яка надавала інформацію про заходи охорони здоров'я, які можуть запобігти значному відсотку випадків втрати слуху у дітей.
2015: Темою Всесвітнього дня слуху було «Зробити слухання безпечним», який звернув увагу на проблему шуму, що спричиняє втрату слуху через рекреаційний вплив.